# باروآتا
باروآتا نقطهٔ مسکونی در ماننا یا پارسوآ بوده که به مرکزیت دژ بوشتو در کتیبه‌های اورارتویی مذکور و با بیت باروآی منایع آشوری مترداف و در همسایگی بیت همبان در الی‌پی قرار داشته‌است. به این معنی محتملاً در مسیر علیای رود دیاله واقع بود.

## بیت باروآ در زمان سارگون دوم

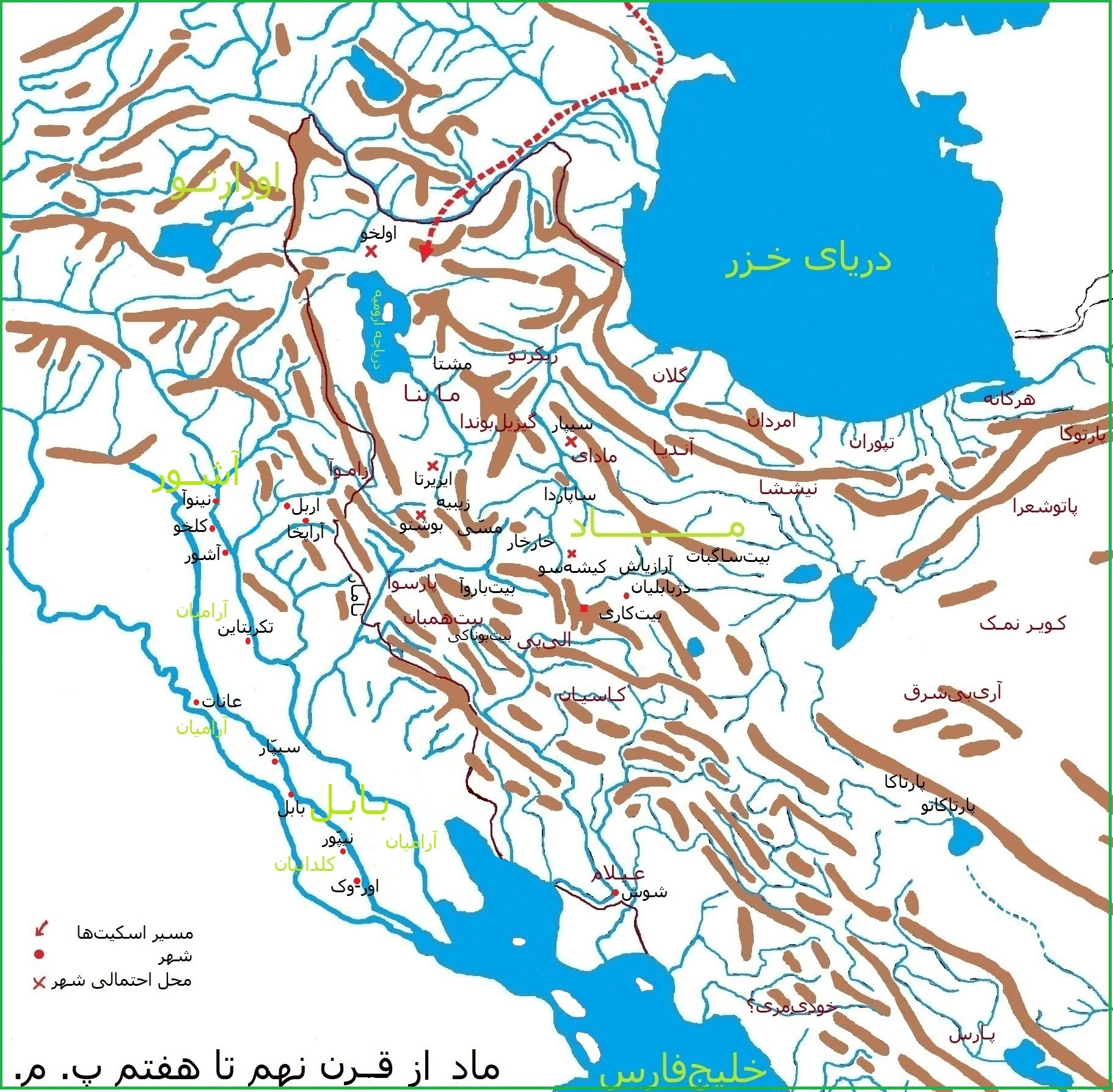
ماد قرن‌های نهم تا هفتم پ.م.

سناخریب پسر سارگون دوم در لشکرکشی سال - ۷۰۲ پ.م. - به الی‌پی، بخشی از مبارزهٔ طولانیی بود که آن پادشاه علیه عیلام به عمل آورده و در واقع جنبهٔ یک تظاهر جنگی در جناح عیلام داشت و هدف دیگر آن جلوگیری از نفوذ عیلام در سرزمین ماد بود. سناخریب در الی‌پی قلعه‌های «مرعوبیشتو» و «آرکودو» را اشغال کرد و اسیران و اسبان و قاطران و خران و شتران و دام‌های شاخدار بسیار به غنیمت گرفت. ضمناً ایالت بیت‌باروآ نیز تجزیه شد. و اسیرانی را که از نقاط دیگر آورده بودند در آنجا مسکن دادند و آن سرزمین را به ایالت آشوری خارخار ملحق نمودند.
معلوم می‌شود بیت‌باروآ که تیگلت پیلسر سوم آن را جزء پادشاهی آشور کرده بود پس از آن از تحت فرمان آن دولت بدر شده به الی‌پی پیوسته بود؛ و به احتمال قوی این امر در سال - ۷۱۵ پ.م. - در زمان سارگون دوم که مردم چندین ناحیهٔ ماد غربی علیه آشور قیام کردند وقوع یافت.

## بیت باروآ در زمان اسرحدون
سؤالی که اسرحدون پادشاه آشور دربارهٔ حملهٔ متقابل احتمالی آشوریان از هاتَف به عمل آورد مربوط به دهم ماه ایار است. اسرحدون در نظر داشت از گردنهٔ ساپاردا گذشته و قلعهٔ کیلمان را مسخر سازد و محتملاً از آن همچون پایگاه نظامی برای حملهٔ آتی به ماد استفاده نماید. اشترک معتقد است که این قلعه همان کولومان می‌باشد که در نامه‌های بایگانی سلطنتی آشور از آن یاد شده و ظاهراً در بخش جنوبی ایالت خارخار واقع بوده. چنانچه پیشتر گفته شد ساپاردا در آغاز جزو ایالت خار خار بوده‌است. ظاهراً صحبت بر سر لشکرکشی علیه عاصیان ماد - از طرف جنوب - در میان است که در نوشته‌های اسرحدون نیز از آن یاد شده؛ ولی گویا لشکرکشی آشور با موفقیت قرین نگشت؛ در ماه سیمان شورشیان سکنهٔ زاگروس مرکزی به رهبری پیشوای ماد باری دیگر یکی از قلاع را تهدید کردند و در اواسط ژوئن سؤالی از هاتَف به عمل آمده که مربوط به ایالت بیت همبان در اقصای جنوب است.
در این مورد لفظ کیمریان بکار نرفته. سؤال دیگری نیز دربارهٔ خطری که از طرف حریفی که نامش برده نشده قلعهٔ خارخاریان را که در مرز عیلام است را تهدید می‌کند از هاتَف سؤالی به عمل آمده‌است. این قلعه را سناخریب از الی‌پی گرفته و به ایالت خارخار ملحق ساخته بود و در ناحیهٔ بیت باروآ قرار داشت و ناحیه مزبور زمانی به دست اورارتوییان افتاده بود و بعد توسط تیگلت پیلسر سوم مسخر گردید.

## روستای نجف‌آباد
روستای نجف آباد در استان کرمانشاه قرار دارد و شهرت این روستا به این خاطر است که در نیم قرن اخیر ستون سنگی چهار گوش به‌طور اتفاقی یافت شد که در آن تصویر سارگون دوم نقر و در ابعاد آن به خطوط میخی و زبان آشوری احتمالاً فرامین سارگون دوم نوشته شده‌است. این سنگ یادگار هم‌اکنون در موزه ایران باستان نگهداری می‌گردد.